# 사일런트 힐 2 (2024년 비디오 게임)
사일런트 힐 2(Silent Hill 2)는 2024년 생존 공포 게임으로, 블루버 팀(Bloober Team)이 개발하고 코나미 디지털 엔터테인먼트가 배급했다. 이 게임은 2001년 비디오 게임인 사일런트 힐 2의 리메이크이며, 원작은 코나미 컴퓨터 엔터테인먼트 도쿄(KCET) 내의 팀 사일런트가 개발했다. 이 게임은 사일런트 힐: 다운포어(2012) 이후 사일런트 힐 시리즈의 첫 주요 작품이다. 원작과 마찬가지로, 이 게임은 사망한 아내 메리로부터 자신이 그곳에서 기다리고 있다는 편지를 받은 홀아비 제임스 선덜랜드가 메인주에 있는 동명의 마을로 돌아오는 이야기를 다룬다.
사일런트 힐 2의 리메이크는 몇 달간의 추측과 유출 끝에 2022년 10월에 공식적으로 발표되었다. 이 프로젝트는 블루버 팀의 크리에이티브 디렉터 마테우슈 레나르트가 이끌었고, 코나미의 오카모토 모토이가 프로듀서를 맡았다. 원작에서 크리처 디자이너와 작곡가로 참여했던 이토 마사히로와 야마오카 아키라는 개발에 적극적으로 참여했다. 마시에이 그롬프에 따르면, 이토는 장소와 괴물에 대한 컨셉 아트를 제공했으며 야마오카는 작곡가로 돌아왔다.
사일런트 힐 2는 2024년 10월 8일 플레이스테이션 5와 마이크로소프트 윈도우로 출시되어 평단의 찬사를 받았다. 그래픽, 분위기 있는 설정, 야마오카의 사운드트랙, 연기(특히 제임스 역의 루크 로버츠) 및 원작에 대한 충실도가 높은 평가를 받았으며, 평론가들은 이 게임이 시리즈의 부활이라고 평가했다. 이 게임은 200만 장 이상 판매되었고 여러 상을 수상했으며, 영국 아카데미 게임상, 골든 조이스틱 어워즈, 더 게임 어워즈에 후보로 지명되었다.

## 게임 플레이
사일런트 힐 2의 목표는 플레이어 캐릭터인 제임스 선덜랜드가 자신의 아내를 찾고 괴물들과 싸우면서 사일런트 힐이라는 제목의 마을을 통과하도록 안내하는 것이다. 원작과 달리 사일런트 힐 2는 완전히 개편된 전투 시스템과 함께 현대화된 3인칭 카메라 시스템을 특징으로 한다.
게임은 일련의 지역과 챕터로 구성되어 있으며, 각 지역은 제임스의 심리적, 감정적 여정의 한 부분을 나타낸다. 이러한 지역에는 거리, 건물, 아파트, 그리고 브룩헤이븐 병원과 레이크뷰 호텔과 같은 악명 높은 사일런트 힐의 장소가 포함된다. 플레이어는 손전등과 지도를 사용하여 상세하고 희미하게 조명된 환경을 탐험한다. 많은 지역은 퍼즐을 풀거나 적을 물리쳐야 찾을 수 있는 핵심 아이템이 필요하다. 환경적 스토리텔링과 주변 소리 디자인은 긴장감 있고 몰입감 있는 경험을 만드는 데 중요한 역할을 한다. 플레이어는 판자나 강철 파이프와 같은 여러 근접 무기와 권총이나 산탄총과 같은 총기를 사용할 수 있다. 전투는 의도적으로 투박하게 설계되어 주인공의 취약성을 강화한다. 자원이 제한적이므로 탄약과 체력 회복 아이템을 보존하는 것이 중요하다. 이 게임은 간단한 열쇠 찾기부터 추상적인 수수께끼에 이르기까지 수많은 퍼즐을 특징으로 한다. 퍼즐 난이도는 전투 난이도와 별도로 설정할 수 있으며, 이는 해결책의 복잡성에 영향을 미친다. 일부 퍼즐은 메모, 환경 단서 또는 상징적 논리를 해석해야 한다. 사일런트 힐 2는 플레이어가 게임 내내 어떻게 행동하는지에 따라 여러 가지 엔딩을 제공한다. 체력 아이템 사용, 동반자 캐릭터에 대한 행동, 특정 지역에서 보낸 시간 등이다. 이러한 엔딩은 제임스의 심리 상태를 반영하며 이야기에 대한 다양한 해석을 제공한다.

## 시놉시스

### 설정
사일런트 힐 2는 메인주의 작은 휴양지인 사일런트 힐을 배경으로 한다. 짙은 안개에 싸인 이 마을은 겉으로는 버려지고 황폐해 보이지만, 사일런트 힐은 끊임없이 변화하는 듯한 인프라를 보여주며, 플레이어는 녹과 철조망, 그리고 모든 것을 감싸는 어둠으로 특징지어지는 더욱 낡고 부패한 버전의 마을과 다른 세계를 경험하게 된다. 마을의 모습은 보는 사람에 따라 주관적이라는 것이 암시된다. 어떤 사람은 안개를 보지만, 다른 사람은 불이나 얼음을 볼 수도 있다.
플레이 가능한 캐릭터는 죽은 아내 메리(살로메 군나르스도티르)를 만날 가능성 때문에 마을로 이끌린 남자 제임스 선덜랜드(루크 로버츠)이다. 사일런트 힐을 탐험하는 동안 제임스는 어머니를 찾는 문제 많고 자살 충동이 있는 19세 소녀 안젤라 오로스코(지안나 키엘), 비만하고 괴롭힘을 당하며 편집증적인 남자 에디 돔브로스키(대니 키레인; 스콧 헤이닝), 그리고 메리가 살아있을 때 그녀를 알았고 제임스를 싫어하는 장난기 많지만 순진한 8세 소녀 로라(이비 템플턴)를 만난다. 제임스는 또한 메리와 이상하리만치 닮은 마리아(군나르스도티르)를 만난다.

### 줄거리
제임스는 3년 전 퇴행성 질환으로 사망한 아내 메리로부터 편지를 받고 사일런트 힐에 도착한다. 그는 안젤라를 만나 마을이 위험하다는 그녀의 경고를 무시하지만, 비인간적인 생물들이 살고 있고 자신은 파괴 불가능한 괴물인 피라미드 헤드에게 쫓기고 있음을 발견한다.
제임스는 메리가 자신을 기다리고 있다고 믿는 톨루카 호수에서 메리와 섬뜩할 정도로 닮았지만 더 단호하고 유혹적인 성격을 가진 마리아를 만난다. 마리아는 제임스가 메리를 찾는 것을 돕고, 영화관에서 에디와 로라를 만나지만 로라는 제임스에게서 도망친다. 마리아는 로라의 안전에 대해 알 수 없는 걱정을 느끼고 병원으로 로라를 따라가겠다고 주장하지만, 도착 직후 병에 걸린다. 제임스는 로라를 찾고, 로라는 1년 전 병원에 입원했을 때 메리와 친구가 되었다고 말하지만, 제임스가 그녀를 믿지 않자 그를 방에 가두고 도망친다. 제임스와 회복된 마리아는 피라미드 헤드에게 습격당하고, 피라미드 헤드는 마리아를 죽인다. 절망한 제임스는 탈출한다. 그는 낡은 교도소를 통과하며 안젤라를 괴물로 변한 그녀의 아버지로부터 구한다. 안젤라는 수년간 아버지의 성적 학대를 견디다가 아버지를 죽였다. 제임스의 도움에도 불구하고 안젤라는 그가 아픈 메리를 원치 않는다고 비난한다.
제임스는 통과할 수 없는 철창 뒤에 마리아가 살아있고 무사한 미궁에 들어간다. 마리아는 자신의 명백한 죽음에 대한 불신을 표현하고, 마지막 휴가 때 제임스가 레이크뷰 호텔에 비디오테이프를 잊어버린 것을 포함하여 메리의 기억을 회상한다. 마리아는 혼란스러워하는 제임스가 자신을 해방시킬 방법을 찾도록 격려하며, 자신이 원하는 모든 것이 되어주겠다고 제안한다. 그러나 돌아왔을 때 그는 마리아가 메리가 병으로 당했던 것과 같은 방식으로 변형되어 죽어 있는 것을 발견한다. 미궁을 떠난 후 제임스는 자신을 비웃던 사람들을 죽였다고 믿는 에디와 대면한다. 에디는 사일런트 힐에 오기 전에 괴롭히던 사람을 불구로 만들고 개를 죽였다는 것을 기쁘게 인정한다. 제임스도 자신을 비웃는다고 가정하고 에디는 공격하고, 제임스는 마지못해 자기 방어로 그를 죽인다.
호텔에서 로라는 메리로부터 일주일 전에 받은 작별 편지를 제임스에게 건네는데, 이 편지에는 로라의 여덟 번째 생일을 축하하고 로라가 자신의 딸이 되기를 바라는 메리의 소망이 담겨 있었다. 메리가 3년 전에는 죽었을 리 없다는 것을 깨달은 제임스는 비디오테이프를 보는데, 여기에는 그들의 목가적인 휴가가 담겨 있다가 제임스가 메리를 질식시켜 살해하는 장면으로 전환된다. 기억이 회복되자 메리가 제임스에게 보낸 편지는 사라지고, 그는 로라에게 진실을 고백한다. 제임스는 안젤라를 다시 만나 그녀를 구해준 것에 감사하지만, 자신을 구하지 않았으면 좋았을 것이라고 말한다. 여전히 트라우마를 극복하지 못한 그녀는 제임스에게 칼을 요구하지만, 그는 거절한다. 안젤라는 자신의 운명을 받아들이고 불타는 계단을 오른다.
이후 제임스는 두 명의 피라미드 헤드와 대면하고, 그들은 제임스 앞에서 되살아난 마리아를 처형한다. 제임스는 피라미드 헤드가 자신의 처벌 욕구의 결과로 만들어졌지만, 더 이상 필요하지 않으므로 피라미드 헤드는 자살한다고 추론한다. 호텔 옥상에서 그는 자신을 용서하지 않는 메리 또는 자신을 버리지 못하게 하는 마리아의 괴물 버전을 물리친다.
엔딩은 플레이어의 행동에 따라 달라진다. "떠나다" 엔딩에서는 제임스가 메리에게 그녀의 병과 자신에 대한 적대감(자신의 부적합함과 죽음에 대한 두려움으로 인해 생긴) 때문에 그녀를 원망했고, 그 결과 둘 다 자유롭게 하기 위해 그녀를 죽였다고 말한다. 메리는 그의 후회를 느끼고 그를 용서하며, 그에게 진정한 마지막 편지를 건네는데, 그 편지에서 그녀는 제임스가 자신을 행복하게 만들었고 살아가도록 격려한다. 그는 로라와 함께 마을을 떠난다. "마리아" 엔딩에서는 제임스가 메리 대신 마리아를 선택하고 그녀와 함께 떠난다. 마리아는 기침을 하는데, 이는 그녀도 메리처럼 병에 걸릴 것을 암시한다. "물속으로" 엔딩에서는 제임스가 메리 없이 살 수 없어 톨루카 호수로 차를 몰고 자살한다. "고요함" 엔딩은 이를 확장하여 제임스의 죽음 전에 메리가 그를 위로하는 모습을 보여준다. "축복" 엔딩에서는 제임스가 휴가 비디오테이프 속으로 들어가는 것처럼 보여 자신의 행동에 대해 무지한 상태로 남기로 선택한다. 그리고 "환생" 엔딩에서는 제임스가 마을의 옛 신들을 소환하여 메리를 부활시킬 계획을 세운다. 두 가지 코믹 엔딩으로는 제임스가 시바견이 게임의 사건들을 조작했음을 발견하는 "개" 엔딩과 외계인에게 납치되는 "UFO" 엔딩이 있다.

## 개발
2021년 6월, 폴란드 개발사 블루버 팀은 코나미와 "전략적 협력 계약"을 체결했다고 발표했는데, 이 계약에는 "선택된 콘텐츠를 공동 개발하고 노하우를 교환"하는 것이 포함될 것이라고 했다. 블루버 팀의 CEO 피오트르 바비에노는 이 계약에 대해 "코나미와 같은 유명 회사가 블루버 팀과 전략적으로 협력하기로 결정했다는 사실은 우리가 게임 분야의 세계적인 리더에 합류하여 이 시장의 주요 플레이어들과 동등한 파트너가 되었다는 것을 의미한다"고 말했다. 코나미는 별도의 성명을 통해 "현재 공유할 구체적인 내용은 없지만, 블루버 팀이 자체 오리지널 콘텐츠를 계속 제작하는 동안, 우리의 다양한 IP에 걸쳐 잠재적인 프로젝트에서 그들과 협력할 기회에 기대가 크다"고 언급했다.
2022년 9월, 일련의 유출된 정보에 따르면 블루버 팀이 개발할 예정인 사일런트 힐 2 리메이크의 추정 이미지가 공개되었는데, 이는 코나미가 시리즈를 부활시키기 위해 외부 개발사들과 협력하여 미래 게임을 아웃소싱하는 계획을 감독하고 있다는 입증된 보고서에 힘을 실어주었다. 한 인터넷 유출자는 이 이미지들이 블루버 팀이 코나미에 프로젝트를 제안하기 위해 개발한 내부 테스트 데모에서 가져온 것이며, 따라서 최종 타이틀을 나타내지 않는다고 주장했다. 유출된 이미지들은 코나미 관계자들에 의해 나중에 삭제되었다. 다음 달에는 코나미가 실수로 공개한 트레일러의 유튜브 설명을 통해 이 게임을 암시하는 또 다른 유출이 발생했다.
2022년 10월, 코나미는 사일런트 힐 트랜스미션 발표회에서 이 리메이크를 사일런트 힐 f, 사일런트 힐: 타운폴, 사일런트 힐: 어센션과 함께 공식적으로 발표했으며, 영화 리턴 투 사일런트 힐도 함께 공개되었다. 이는 사일런트 힐: 기억의 책(2012)의 출시와 전 내부 스튜디오 코지마 프로덕션의 사일런트 힐의 후속작인 P.T. (비디오 게임)의 취소 이후 새로운 주요 작품이 없었던 프랜차이즈에 대한 대중의 관심을 다시 불러일으키려는 코나미의 지속적인 계획의 첫 번째 게임이다. 발표회에서 크리처 디자이너 이토 마사히로와 원작 작곡가 야마오카 아키라가 리메이크에 기여할 것이 확인되었다. 이 게임은 언리얼 엔진 5를 사용한다.
블루버 팀의 크리에이티브 디렉터이자 리드 디자이너인 마테우슈 레나르트는 "사일런트 힐 2를 그토록 예외적으로 만든 분위기를 보존하면서 게임의 전반적인 게임 플레이의 여러 측면을 현대화하는 것"의 중요성을 리메이크 결정의 핵심 요소로 언급했다. 레나르트는 또한 원래의 3인칭 전투 시스템과 특정 스토리 설정이 완전히 재구성되었다고 밝혔다. 패미통과의 인터뷰에서 프로듀서 오카모토 모토이는 블루버 팀과 원작 스태프들이 리메이크의 어떤 측면을 현대화해야 하는지, 어떤 측면을 원작에서 보존해야 하는지에 대해 다른 의견을 가지고 있었다고 밝혔다. 그러나 그는 "원작의 열렬한 팬인 블루버 팀의 [의견] 덕분에 리메이크는 원작 게임에 대해 매우 존중하는 결과를 낳았다"고 언급했다.

## 출시
사일런트 힐 2는 플레이스테이션 5와 윈도우로 2024년 10월 8일 출시되었다. 디지털 디럭스 에디션 사전 예약자는 48시간 조기 액세스를 허용했다. 이 게임은 첫 1년 동안 PS5 콘솔 독점이다.

## 평가

### 비평가의 반응
사일런트 힐 2는 리뷰 애그리게이터 웹사이트 메타크리틱에 따르면 평론가들로부터 "대체로 호의적인" 평가를 받았다. 오픈크리틱은 평론가의 95%가 이 게임을 추천했으며, 평론가들은 원작에 대한 충실도, 분위기, 연기, 사운드 디자인 및 사운드트랙을 칭찬했다. 일본에서는 패미통의 네 명의 평론가가 이 게임에 총점 40점 만점에 35점을 주었다.
평론가들은 사일런트 힐 2의 원작에 대한 충실도를 높이 평가했다. 디지털 트렌즈의 조반니 콜란토니오는 이 게임을 "아무것도 숨기지 않는 호러 클래식에 대한 충실한 헌정작"으로 평가했으며, Bloober가 원작 스토리에 개입하지 않은 점을 칭찬했다. 유로게이머의 비키 블레이크는 확장성과 "보존하는 것에 대한 세심한 주의"를 언급했다. 게임레볼루션의 제이슨 포크너는 사일런트 힐 2에 만점을 주며 "리메이크에 대한 새로운 황금 기준을 제시한다"고 썼고, 스토리가 "원래의 서사를 존중하면서 적절한 곳에 깊이를 더해 완전히 그대로 계승되었다"고 언급했다.
사일런트 힐 2의 분위기와 그래픽은 비평가들로부터 찬사를 받았다. 디지털 스파이의 벤 레이너는 시각 효과가 "인상적이고 사일런트 힐의 버려진 건물과 거리를 탐험하는 긴장감을 정말로 고조시키며, 각 장소는 더 깊이 파고들수록 긴장감을 높이는 데 충분하다"고 언급했다. IGN의 트리스탄 오길비는 그 환경을 "계속해서 벗겨내고 싶은 딱지"에 비유했다. 또한 게임스팟의 마크 딜레이니가 "놀랍다"고 말하고 "화면에서 보고 있는 사건들과 종종 의도적으로 상반되더라도 잊을 수 없다"고 평가한 사운드트랙의 전면적인 개편도 칭찬받았다.
사일런트 힐 2의 게임 플레이에 대한 비판도 있었다. 콜란토니오는 "퇴각검색으로 채워져 있었고" 전투는 "지루해진다"고 말했다. 딜레이니는 근접 전투를 칭찬했지만, 플레이어에게 제공되는 탄약과 체력 아이템의 과도한 양을 비판했다. GamesRadar+의 레온 헐리는 이를 "서투른 파이프 휘두르기와 흔들리는 조준의 혼합"이라고 불렀지만, 회피 능력을 칭찬했다. 테크레이더의 사라 스웨이츠는 더 부정적으로 반응하며 "새로운 카메라 각도에서는 어설픈 전투가 통하지 않아 답답한 싸움이 된다"고 썼다. 긍정적인 평가에서 푸시 스퀘어의 리암 크로프트는 이를 게임의 강점 중 하나로 보았고 "묵직하다"고 불렀다. VG247의 켈시 레이너는 이를 "충분히 좋다"고 말했다.

### 판매
이 게임은 출시 4일 만에 100만 장 이상 판매되어 시리즈 중 가장 빨리 팔린 게임이 되었으며, 2025년 1월 현재 200만 장 이상 판매되었다.

### 수상
12월 11일~12일 IGN 재팬 어워드에서 사일런트 힐 2는 최우수 사운드 디자인, 최우수 스토리, 올해의 게임을 수상했다. 12월 20일 IGN 어워드는 이 게임을 최우수 호러 게임으로 선정했으며, 최우수 게임 및 최우수 플레이스테이션 게임 후보로 지명했다. 한편, 이 게임은 IGN 커뮤니티 어워드에서 최우수 호러 게임을 수상했다. 일주일 후 섁뉴스는 연례 온라인 행사에서 사일런트 힐 2를 최우수 호러 게임으로 선정했다.
| 상                            | 날짜             | 부문                      | 수상자 및 후보자               | 결과              | Ref(s).       |
| ----------------------------- | ---------------- | ------------------------- | ------------------------------ | ----------------- | ------------- |
| 골든 조이스틱 어워즈          | 2024년 11월 21일 | 올해의 궁극적인 게임      | Silent Hill 2                  | 후보              | [ 54 ]        |
| 골든 조이스틱 어워즈          | 2024년 11월 21일 | 최우수 주연 배우          | 루크 로버츠 as 제임스 선덜랜드 | 후보              | [ 54 ]        |
| 골든 조이스틱 어워즈          | 2024년 11월 21일 | 최우수 사운드트랙         | 야마오카 아키라                | 후보              | [ 54 ]        |
| 티타늄 어워드                 | 2024년 12월 6일  | 최우수 사운드 디자인      | Silent Hill 2                  | 후보              | [ 55 ]        |
| 더 게임 어워즈                | 2024년 12월 12일 | 최우수 액션/어드벤처 게임 | Silent Hill 2                  | 후보              | [ 56 ]        |
| 더 게임 어워즈                | 2024년 12월 12일 | 최우수 오디오 디자인      | Silent Hill 2                  | 후보              | [ 56 ]        |
| 더 게임 어워즈                | 2024년 12월 12일 | 최우수 내러티브           | Silent Hill 2                  | 후보              | [ 56 ]        |
| 더 게임 어워즈                | 2024년 12월 12일 | 최우수 연기               | 루크 로버츠 as 제임스 선덜랜드 | 후보              | [ 56 ]        |
| 더 게임 어워즈                | 2024년 12월 12일 | 최우수 스코어 및 음악     | 야마오카 아키라                | 후보              | [ 56 ]        |
| 스팀 어워드                   | 2024년 12월 31일 | 뛰어난 시각 스타일        | Silent Hill 2                  | 수상              | [ 57 ]        |
| 스팀 어워드                   | 2024년 12월 31일 | 최우수 사운드트랙         | 야마오카 아키라                | 후보              | [ 57 ]        |
| 뉴욕 게임 어워드              | 2025년 1월 21일  | 최우수 리메이크           | Silent Hill 2                  | 수상              | [ 58 ]        |
| 패미통 전격 게임 어워드 2024  | 2025년 3월 15일  | 최우수 액션 어드벤처      | Silent Hill 2                  | 후보              | [ 59 ] [ 60 ] |
| 게임 디벨로퍼스 초이스 어워드 | 2025년 3월 19일  | 최우수 오디오             | Silent Hill 2                  | Honorable Mention | [ 61 ]        |
| 영국 아카데미 게임상          | 2025년 4월 8일   | 주연 배우상               | 루크 로버츠 as 제임스 선덜랜드 | 후보              | [ 62 ]        |
| 영국 아카데미 게임상          | 2025년 4월 8일   | 기술적 성과               | Silent Hill 2                  | 후보              | [ 62 ]        |

## 내용주
1. ↑  Appearance
2. ↑  Voice
3. ↑  평론가 26명의 리뷰 기반
4. ↑  평론가 108명의 리뷰 기반
5. ↑  평론가 125명의 리뷰 기반